# تيتي (ملكة)
تيتي، هي ملكة مصرية قديمة غير حاكمة أو زوجة ملك عاشت خلال عهد الأسرة العشرين، وهي شقيقة وزوجة الملك رعمسيس الثالث، وأم الملك رعمسيس الرابع.

## التعرف عليها
ظلت هذه الملكة في نظر علماء المصريات لفترة في ضباب من عدم التأكد بشأن هوية زوجها، ولكن الآن يمكن التعرف عليه بوضوح على أنه الملك رعمسيس الثالث بناء على أدلة جديدة نشرت في عدد العام 2010 من مجلة الآثار المصرية (JEA). والتي أظهرت ألقابها بأنها كانت ابنة الملك وأخت الملك وزوجة الملك.
وفي الماضي اعتقد البعض أنها كانت متزوجة من الملك رعمسيس العاشر، وأن كل منها وزوجها كانا أبناء الملك رعمسيس التاسع، وكان ابنهما هو الملك رعمسيس الحادي عشر. ولكن نظرية أخرى من عالم الآثار جيهون غريست وضعتها في وقت سابق على هذه الفترة من الأسرة العشرين وحددتها باعتبارها ابنة وزوجة الملك رعمسيس الثالث وأم الملك رعمسيس الرابع، وذلك على أساس أوجه التشابه في أسلوب مقبرتها وتلك الخاصة بالأمراء الذين عاشوا خلال هذه الفترة. ومع ذلك، انطلاقا من عمر ابنهما فهذا يعني أن رعمسيس الثالث قد تزوج ابنته قبل أن يرتقي العرش، وزواج الآباء من بناتهم كان فقط موجوداً في العائلات المالكة المصرية وليس بين عامة الشعب.
وتصور الملكة تيتي مرتدية نوعاً من التيجان الذي هو، وفقا لنظرية في علم المصريات، سمة من سمات الأميرة/الملكة (الأميرتان/الملكتان سات آمون من الأسرة 18 و نبت تاوي من الأسرة 19 ارتديتا نفس هذا النوع من التيجان).
ومع ذلك، فإن الأبحاث العلمية الجديدة التي طبعت في العدد 2010 من مجلة "JEA" تشير بوضوح إلى أن الملكة تيتي كانت في الواقع زوجة رعمسيس الثالث، وذلك استنادا إلى نسخ من أجزاء من البرديات (Papyrus BM EA 10052) التي صنعها أنتوني هاريس تكشف عن اعترافات لصوص المقابر المصريين الذين اقتحموا قبر تيتي وأفرغوه من مجوهراتها. وتيتي تدعى زوجة الملك رعمسيس الثالث مما يعني أنها كانت على الأرجح أم الملك رمسيس الرابع حيث أنه من المعروف أن الملك رعمسيس السادس ابن زوجة أخرى للملك رعمسيس الثالث تدعى إست تاحمجرت. وحتى عالم المصريات إيدان دودسون الذي شكك في نظرية غريست حول هوية الملك زوج الملكة تيتي يقبل الآن هذا الدليل الجديد لأنه يأتي من ملاحظات مفككة حديثا من بردية سرقة المقابر التي نسخها أنتوني هاريس.
ونظرا لموقعها كزوجة لرعمسيس الثالث، فقد خمن ليبلانك أن تيتي هي أم خعمواست وأمونحرخبشف ورعمسيس مري آمون أبناء الملك رعمسيس الثالث. ويستند هذا إلى أوجه التشابه فيما يتعلق بزخارف مقابرهم مع مقبرتها.

## ألقابها
- ابنة الملك
- أخت الملك.
- زوجة الملك.
- أم الملك.
- زوجة الإله.[8]
- سيدة الأرض.

## مقبرتها
حدِّدت مقبرة الملكة تيتي بأنها رقم QV52 في وادي الملكات، وقد وصف القبر: شامبليون (حسب ترقيمه هو القبر 3)، وليبسيوس (حسب ترقيمه هو القبر رقم 9)، وويلكنسون (حسب ترقيمه هو القبر رقم 12)، وهاي (حسب ترقيمه هو القبر رقم 2). وتتكون المقبرة من ممر وغرف جانبية وقاعة وغرفة داخلية (للدفن).
الممر يحتوي على مدخل يفتح إلى امتداد آخر من نفس الممر الذي وصف بأنه حجرة انتظار. والجدران مزينة بآلهة تشكل أزواجاً واحد على الجدار الشمالي والآخر على الحائط الجنوبي. وبعد الإلهة ماعت في هيئة مجنحة جالسة، نجد الآلهة بتاح (ج.الجنوبي) وتحوت (ج.الشمالب) اللذين يمثلان العالم السفلي، ثم رع حور أختي و آتوم الآلهة الشمسية للشمس المشرقة والشمس الغاربة على الترتيب، يليهم إمستي وحابي ودواموتف وقبح سنوف،أبناء حور الأربعة. وتختتم موكب الآلهة الإلهتان إست ونبت حيت.
وتتكون النقوش في القاعة الرئيسية من آلهة الحماية. وشملت على سبيل المثال الآلهة حرماعت و نب نيرو («رب الرعب»). حرماعت يمثل ولادة جديدة للملكة تيتي. والمداخل إلى الغرف الجانبية (أو المرافقات) مزينة بحرس يذكروننا بكتاب الخروج إلى النهار. وزُيِّن مدخل الغرفة النهائية بأبناء حور الأربعة. إمستي ودواموتف على الجانب الجنوبي من المدخل، وحابي وقبح سنوف على الجانب الشمالي.
وتشمل زخارف الغرف الجانبية آلهة العالم السفلي، صور صناديق كانوبية و أرواح بي ونخن. كما تضم إحدى الغرف الجانبية مشهدا يعرض الملكة على هيئة كاهن إيونموتف (بصورة مذكرة). وفي الغرفة الداخلية تظهر الملكة مرة أخرى أمام عدة الآلهة. فالجدار الخلفي يحتوي على مشهد يصور أوزير. وهو يجلس على العرش بصحبة الآلهة تحوت ونبت حيت ونيت وسرقت.
وقد أعيد استخدام المقبرة خلال عصر الاضمحلال الثالث. وحُفِر حفرة للدفن في الغرف الداخلية والحفريات أسفرت عن مجموعة متنوعة من الأثاث الجنائزي، بما في ذلك توابيت ومواد شخصية.